# Pèrèrè
Pèrèrè es una comuna beninesa perteneciente al departamento de Borgou.
En 2013 tiene 78 988 habitantes, de los cuales 15 927 viven en el arrondissement de Pèrèrè.
Se ubica sobre la carretera RNIE6, unos 50 km al noreste de Parakou. Su territorio es fronterizo con el estado nigeriano de Kwara.

## Subdivisiones
Comprende los siguientes arrondissements:
- Gninsy
- Guinagourou
- Kpané
- Pébié
- Pèrèrè
- Sontou